# 25e session du Comité du patrimoine mondial
La 25e session du Comité du patrimoine mondial s'est tenue du 11 au 16 décembre 2001 à Helsinki, en Finlande.

## Participants
Le bureau du Comité est, pour la session, constitué des pays suivants :
- Présidence : Finlande
- Vice-présidence : Afrique du Sud, Égypte, Grèce, Hongrie, Thaïlande
- Rapporteur : Mexique
- Autres membres : Argentine, Belgique, Chine, Colombie, Corée du Sud, Inde, Liban, Nigeria, Oman, Portugal, Royaume-Uni, Russie, Sainte-Lucie, Zimbabwe

## Liste

### Inscriptions
Pendant cette session, 31 nouveaux biens sont inscrits au patrimoine mondial, dont vingt-cinq de type culturel et six de type naturel,. Plusieurs pays concentrent plusieurs inscriptions : quatre au Royaume-Uni, trois au Brésil, deux en Autriche, Israël et Portugal. Il s'agit de la dernière année où une telle situation se produit : à partir de 2002, les pays membres ne peuvent plus proposer l'examen que d'un unique bien et le nombre total de sites à examiner est limité à 30 par session (45 après 2004).
Le Botswana et Israël connaissent leurs premières inscriptions.
Dans le tableau ci-dessous, les graphies des biens sont celles données par l'UNESCO.
| Id.  | Bien                                                                                       | Pays              | Superficie (ha) | Critères et notes                             | Coordonnées                                               | Illus. |
| ---- | ------------------------------------------------------------------------------------------ | ----------------- | --------------- | --------------------------------------------- | --------------------------------------------------------- | ------ |
| 975  | Complexe industriel de la mine de charbon de Zollverein à Essen                            | Allemagne         |                 | Culturel, (ii), (iii)                         | 51° 29′ 28″ N, 7° 02′ 46″ E                               |        |
| 1033 | Centre historique de Vienne                                                                | Autriche          | 371             | Culturel, (ii), (iv), (vi)                    | 48° 13′ N, 16° 22′ E                                      |        |
| 772  | Paysage culturel de Fertö / Neusiedlersee                                                  | Autriche, Hongrie | 68 369          | Culturel, (v)                                 | 47° 49′ 30″ N, 16° 44′ 49″ E                              |        |
| 1021 | Tsodilo                                                                                    | Botswana          | 4 800           | Culturel, (i), (iii), (vi)                    | 18° 45′ 00″ S, 21° 43′ 59″ E                              |        |
| 993  | Centre historique de la ville de Goiás (pt)                                                | Brésil            | 40,3            | Culturel, (ii), (iv)                          | 15° 55′ 59″ S, 50° 07′ 59″ O                              |        |
| 1035 | Aires protégées du Cerrado : parcs nationaux Chapada dos Veadeiros et Emas                 | Brésil            | 381 430         | Naturel, (ix), (x)                            | 14° 02′ 31″ S, 47° 38′ 42″ O 18° 07′ 16″ S, 52° 54′ 29″ O |        |
| 1000 | Îles atlantiques brésiliennes : les réserves de Fernando de Noronha et de l'atol das Rocas | Brésil            | 43 270          | Naturel, (vii), (ix), (x)                     | 3° 51′ 43″ S, 32° 24′ 11″ O 3° 51′ 50″ S, 33° 48′ 47″ O   |        |
| 1039 | Grottes de Yungang                                                                         | Chine             | 348,75          | Culturel, (i), (ii), (iii), (iv)              | 0° N, 0° E                                                |        |
| 839  | Parc national Alejandro de Humboldt                                                        | Cuba              | 71 140          | Naturel, (ix), (x)                            | 20° 27′ N, 75° 00′ O                                      |        |
| 1044 | Paysage culturel d'Aranjuez                                                                | Espagne           | 2 047,5601      | Culturel, (ii), (iv)                          | 40° 02′ 10″ N, 3° 36′ 32″ O                               |        |
| 873  | Provins, ville de foire médiévale                                                          | France            | 108             | Culturel, (ii), (iv)                          | 48° 33′ 36″ N, 3° 17′ 56″ E                               |        |
| 1040 | Masada                                                                                     | Israël            | 276             | Culturel, (iii), (iv), (vi)                   | 31° 18′ 58″ N, 35° 21′ 14″ E                              |        |
| 1042 | Vieille ville d'Acre                                                                       | Israël            | 63,3            | Culturel, (ii), (iii), (v)                    | 32° 55′ 34″ N, 35° 05′ 02″ E                              |        |
| 1025 | Villa d'Este, Tivoli                                                                       | Italie            | 4,5             | Culturel, (i), (ii), (iii), (iv), (vi)        | 41° 57′ 47″ N, 12° 47′ 46″ E                              |        |
| 1055 | Vieille ville de Lamu                                                                      | Kenya             | 15,6            | Culturel, (ii), (iv), (vi)                    | 2° 17′ 02″ S, 40° 51′ 11″ E                               |        |
| 481  | Vat Phou et les anciens établissements associés du paysage culturel de Champassak          | Laos              | 39 000          | Culturel, (iii), (iv), (vi)                   | 14° 50′ 53″ N, 105° 49′ 05″ E                             |        |
| 950  | Colline royale d'Ambohimanga                                                               | Madagascar        | 59              | Culturel, (iii), (iv), (vi)                   | 18° 45′ 32″ S, 47° 33′ 47″ E                              |        |
| 753  | Médina d'Essaouira (ancienne Mogador)                                                      | Maroc             | 56,7            | Culturel, (ii), (iv)                          | 31° 30′ 50″ N, 9° 46′ 08″ O                               |        |
| 1022 | Tombes des rois du Buganda à Kasubi                                                        | Ouganda           | 26,8            | Culturel, (i), (iii), (iv), (vi)              | 0° 19′ 44″ N, 32° 33′ 11″ E                               |        |
| 603  | Samarkand – carrefour de cultures                                                          | Ouzbékistan       | 1 123           | Culturel, (i), (ii), (iv)                     | 39° 40′ 08″ N, 67° 00′ 00″ E                              |        |
| 1054 | Églises de la Paix à Jawor et Świdnica                                                     | Pologne           | 0,23            | Culturel, (iii), (iv), (vi)                   | 51° 03′ 14″ N, 16° 11′ 20″ E 50° 50′ 46″ N, 16° 29′ 31″ E |        |
| 1031 | Centre historique de Guimarães                                                             | Portugal          | 38,2            | Culturel, (ii), (iii), (iv)                   | 41° 26′ 42″ N, 8° 17′ 28″ O                               |        |
| 1046 | Région viticole du Haut-Douro                                                              | Portugal          | 24 600          | Culturel, (iii), (iv), (v)                    | 41° 12′ 40″ N, 7° 32′ 38″ O                               |        |
| 1029 | Littoral du Dorset et de l'est du Devon                                                    | Royaume-Uni       | 2 550           | Naturel, (viii) 8 segments de côte distincts. | 50° 42′ 22″ N, 2° 59′ 24″ O                               |        |
| 429  | New Lanark                                                                                 | Royaume-Uni       | 146             | Culturel, (ii), (iv), (vi)                    | 55° 39′ 50″ N, 3° 46′ 52″ O                               |        |
| 1028 | Saltaire                                                                                   | Royaume-Uni       | 20              | Culturel, (ii), (iv)                          | 53° 50′ 13″ N, 1° 47′ 24″ O                               |        |
| 1030 | Usines de la vallée de la Derwent                                                          | Royaume-Uni       | 1 228,7         | Culturel, (ii), (iv)                          | 53° 06′ 29″ N, 1° 33′ 22″ O                               |        |
| 766  | Sikhote-Aline central                                                                      | Russie            | 1 566 818       | Naturel, (x)                                  | 46° 40′ 59″ N, 136° 39′ 40″ E                             |        |
| 1027 | Zone d'exploitation minière de la grande montagne de cuivre de Falun                       | Suède             | 42,82           | Culturel, (ii), (iii), (v)                    | 60° 36′ 18″ N, 15° 37′ 52″ E                              |        |
| 1037 | Alpes suisses Jungfrau-Aletsch                                                             | Suisse            | 82 400          | Naturel, (vii), (viii), (ix), (x)             | 46° 30′ 00″ N, 8° 01′ 59″ E                               |        |
| 1052 | Villa Tugendhat à Brno                                                                     | Tchéquie          | 0,73            | Culturel, (ii), (iv)                          | 49° 12′ 25″ N, 16° 36′ 58″ E                              |        |

### Extensions
Les limites des six biens suivants, déjà inscrits au patrimoine mondial, sont étendues de façon significative,.
| Id. | Bien                                            | Pays     | Superficie (ha) | Critères et notes | Coordonnées | Illus. |
| --- | ----------------------------------------------- | -------- | --------------- | --- | --- | ------ |
| 707 | Ensemble historique du Palais du Potala, Lhassa | Chine    | 60,5            | Culturel, (i), (iv), (vi) Inscrit en 1994, le bien est étendu à Norbulingka. | 29° 39′ 07″ N, 91° 05′ 42″ E |        |
| 351 | Églises peintes de la région de Troodos         | Chypre   | 3,693           | Culturel, (ii), (iii), (iv) Inscrit en 1985, le bien est étendu à l'église Agia Sotera (de). | 34° 55′ 19″ N, 33° 05′ 42″ E |        |
| 1   | Îles Galápagos                                  | Équateur | 14 066 514      | Naturel, (vii), (viii), (ix), (x) Inscrit en 1978, étendu pour inclure la réserve marine des Galápagos. | 0° 03′ 14″ S, 90° 46′ 08″ O |        |
| 378 | Architecture mudéjare d'Aragon                  | Espagne  | 4,269           | Culturel, (iv) Inscrit en 1986 sous le nom « Architecture mudejar de Teruel », le bien est étendu à la collégiale Santa María la Mayor de Calatayud (es), l'église Santa Tecla de Cervera de la Cañada (es), l'église Santa María de Tobed (es), les restes mudéjares du palais de l'Aljaferia, la tour de l'église San Pablo de Saragosse (es), l'abside, l'église et le dôme de la cathédrale Saint-Sauveur de Saragosse,. | 41° 21′ 15″ N, 1° 38′ 42″ O 41° 25′ 59″ N, 1° 44′ 09″ O 41° 20′ 19″ N, 1° 24′ 02″ O 41° 39′ 23″ N, 0° 53′ 48″ O 41° 39′ 22″ N, 0° 53′ 10″ O 41° 39′ 17″ N, 0° 52′ 32″ O |        |
| 801 | Parcs nationaux du Lac Turkana                  | Kenya    | 161 485         | Naturel, (viii), (x) Inscrit en 1997 sous le nom « Parc national de Sibiloi/Île Centrale (en) », le bien est étendu à l'île Sud (en) et renommé en conséquence. | 2° 38′ 06″ N, 36° 35′ 42″ E |        |
| 765 | Volcans du Kamchatka                            | Russie   | 3 995 769,37    | Naturel, (vii), (viii), (ix), (x) Inscrit en 1996 ; extension pour inclure le parc naturel du Klioutchevskoï. Le critère (iv) également ajouté. | 56° 06′ 00″ N, 160° 33′ 00″ E |        |

### Patrimoine en péril

#### Ajouts
Deux biens sont inscrits sur la liste du patrimoine mondial en péril.
| Id. | Bien                                                  | Pays        | Notes | Coordonnées                   | Illus. |
| --- | ----------------------------------------------------- | ----------- | --- | ----------------------------- | ------ |
| 90  | Abou Mena                                             | Égypte      | Inscrit en 1979, en péril à cause de l'élévation du niveau de la nappe phréatique et de l'effondrement de plusieurs structures,. Il en est retiré en 2025, grâce à la mise en place d'un système de pompage et de drainage. | 30° 51′ 00″ N, 29° 40′ 01″ E  |        |
| 722 | Rizières en terrasses des cordillères des Philippines | Philippines | Inscrit en 1995, en péril à l'initiative des Philippines à cause de menaces mettant en jeu son existence,. Retiré de la liste en 2012.                                                                                      | 16° 56′ 02″ N, 121° 08′ 13″ E |        |

#### Retrait
Un bien est retiré de la liste du patrimoine mondial en péril.
| Id. | Bien                   | Pays   | Notes | Coordonnées                  | Illus. |
| --- | ---------------------- | ------ | --- | ---------------------------- | ------ |
| 355 | Parc national d'Iguaçu | Brésil | Inscrit en 1986, en péril depuis 1999 à cause d'une route coupant le site et l'absence de plan de gestion. | 25° 24′ 11″ S, 53° 53′ 17″ O |        |

### Rejets
Sept propositions sont rejetées par le comité et ne conduisent pas à une inscription au patrimoine mondial. Cinq propositions de l'Ukraine sont ainsi rejetées, incitant le Comité à recommander au pays une aide technique pour mieux cadrer ses propositions.
| Bien                                                                              | Pays     | Notes | Coordonnées                  | Illus. |
| --------------------------------------------------------------------------------- | -------- | --- | ---------------------------- | ------ |
| Les constructions en bois de Jurmala (maisons d'été du district de Dzintari (en)) | Lettonie | Dossier incomplet, manque d'entretien, incertitudes sur l'identité des propriétaires.                               | 56° 58′ 23″ N, 23° 49′ 19″ E |        |
| Grotte de Karain (en) et environs                                                 | Turquie  | Site ne répondant pas aux critères proposés, en particulier en caparaison d'autres sites karstiques déjà inscrits,. | 37° 04′ 41″ N, 30° 34′ 16″ E |        |
| Collines de Kaniv                                                                 | Ukraine  | Non-adéquation de la proposition aux critères du patrimoine mondial,.                                               | 49° 43′ 41″ N, 31° 31′ 23″ E |        |
| Crête de Podilski                                                                 | Ukraine  | Non-adéquation de la proposition aux critères du patrimoine mondial,.                                               | 48° 36′ 14″ N, 26° 59′ 53″ E |        |
| Kara Dag                                                                          | Ukraine  | Non-adéquation de la proposition aux critères du patrimoine mondial,                                                | 44° 55′ 52″ N, 35° 13′ 44″ E |        |
| Marais de Polissia et crête Slovetchno (uk)-Ovroutch                              | Ukraine  | Non-adéquation de la proposition aux critères du patrimoine mondial,                                                | 52° N, 27° E                 |        |
| Sommets sacrés                                                                    | Ukraine  | Non-adéquation de la proposition aux critères du patrimoine mondial,                                                | 48° 55′ 01″ N, 37° 46′ 59″ E |        |